# Dmitrijew
Dmitrijew (russisch Дмитриев, auch Dmitriev) ist ein russischer Familienname, der vom Vornamen Dmitri, der russischen Variante des griechischen Namens Demetrios, abgeleitet ist. In der Rangliste der russischen Familiennamen nach Häufigkeit nimmt er den 74. Platz ein. Die weibliche Namensform ist Dmitrijewa (russisch Дмитриева).

## Namensträger
- Alexander Dmitrijew (* 1935), russischer Dirigent
- Alexander Matwejewitsch Dmitrijew-Mamonow (1758–1803), Liebhaber Katharinas II. von Russland (1786–1789)
- Alexej Dmitriev (* 1985), deutscher Eishockeyspieler
- Artur Walerjewitsch Dmitrijew (* 1968), russischer Eiskunstläufer
- Darja Dmitrijewa (Eishockeyspielerin) (* 1990), kasachische Eishockeytorhüterin
- Darja Andrejewna Dmitrijewa (* 1993), russische rhythmische Sportgymnastin
- Darja Jewgenjewna Dmitrijewa (* 1995), russische Handballspielerin
- Denis Sergejewitsch Dmitrijew (* 1986), russische Bahnradsportler
- Dmitri Georgijewitsch Dmitrijew (* 1956), sowjetischer Langstreckenläufer
- Fjodor Dmitrijew (Glockengießer) († 1683+), russischer Glockengießer
- Fjodor Michailowitsch Dmitrijew (1829–1894), russischer Jurist und Hochschullehrer
- Georgi Petrowitsch Dmitrijew (1942–2016), russischer Komponist
- Igor Dmitrijew (Badminton) (* um 1968), kasachischer Badmintonspieler
- Igor Borissowitsch Dmitrijew (1927–2008), russischer Schauspieler
- Igor Jefimowitsch Dmitrijew (1941–1997), russischer Eishockeyspieler
- Iwan Iwanowitsch Dmitrijew (1760–1837), russischer Staatsmann und Poet
- Jelena Wiktorowna Dmitrijewa (* 1983), russische Handballspielerin
- Juri Dmitrijewitsch Dmitrijew (1926–1989), russischer Pädagoge und Kinderbuchautor
- Jurij Dmytrijew (* 1946), sowjetischer Radrennfahrer
- Juri Alexejewitsch Dmitrijew (* 1956), russischer Menschenrechtler und Historiker
- Juri Albertowitsch Dmitrijew (1957–2016), russischer Jurist
- Kirill Alexandrowitsch Dmitrijew (* 1975), russischer Manager
- Kirill Dmitrijewitsch Dmitrijew (* 1991), russischer Tennisspieler
- Matwei Alexandrowitsch Dmitrijew-Mamonow (1790–1863), russischer Staatsmann und Literat
- Maxim Petrowitsch Dmitrijew (1858–1948), russischer Fotograf
- Nikolai Dmitrijewitsch Dmitrijew-Orenburgski (1837–1898), russischer Maler
- Oleg Sergejewitsch Dmitrijew (* 1995), russischer Fußballspieler
- Oleg Wladimirowitsch Dmitrijew (* 1973), russischer Fußballspieler
- Olga Alexejewna Dmitrijewa (* 1981), russische Profi-Triathletin
- Oxana Genrichowna Dmitrijewa (* 1958), russische Ökonomin, Politikerin und Hochschullehrerin
- Roman Michailowitsch Dmitrijew (1949–2010), sowjetischer Ringer
- Sergei Igorewitsch Dmitrijew (1964–2022), russischer Fußballspieler
- Sofia Wladimirowna Dmitrijewa (* 1994), russische Tennisspielerin
- Tatjana Borissowna Dmitrijewa (1951–2010), russische Medizinerin, Psychiaterin und Politikerin
- Waleri Dmitrijew (* 1984), kasachischer Radrennfahrer
- Walerija Dmitrijewna Dmitrijewa (* 1992), russische Schauspielerin
- Wladimir Karpowitsch Dmitrijew (1868–1913), russischer Ökonom
- Wladimir Wladimirowitsch Dmitrijew (Künstler) (1900–1948), russischer Maler und Szenenbildner
- Wladimir Wladimirowitsch Dmitrijew (Physiker) (* 1957), russischer Physiker

## Namensvarianten
- Dimitrow (bulgarisch)
- Dmitrijev
- Dmitrijewski
- Dmytrijenko (ukrainisch)
- Dmyterko (ukrainisch)
- Dmytruk (ukrainisch)
- Dsmytrijeu (belarussisch)
- Dsmytrijeuski (belarussisch)